# HD 161988
HD 161988 är en ensam stjärna belägen i den mellersta delen av stjärnbilden Paradisfågeln. Den har en skenbar magnitud av ca 6,07 och är mycket svagt synlig för blotta ögat där ljusföroreningar ej förekommer. Baserat på parallaxmätning inom Hipparcosuppdraget enligt Gaia Data Release 2 på ca 5,4 mas, beräknas den befinna sig på ett avstånd på ca 610 ljusår (ca 190 parsek) från solen. Den rör sig bort från solen med en heliocentrisk radialhastighet på 37 km/s.

## Egenskaper
HD 161988 är en orange till röd jättestjärna av spektralklass K2 III. Den har ca 185 gånger solens utstrålning av energi från dess fotosfär vid en effektiv temperatur av ca 4 500 K.